# Proteïnosi alveolar pulmonar
La proteïnosi alveolar pulmonar (PAP) és l'acumulació anormal de material eosinofílic ric en lípids procedent del surfactant pulmonar en els alvèols, interferint en la hematosis. Pot arribar en forma primària o secundàriament en el marc de la leucèmia mieloide, infecció pulmonar o exposició ambiental a pols o químics. S'han reconegut formes familiars rares, la qual cosa suggereix un componen genètic en certs casos. És més comú en homes que en dones i particularment entre els 30 i 50 anys, encara que es pot presentar des de la infància fins a la tercera edat.

## Manifestacions clíniques
L'inici de la malaltia és insidiós i crònic. De mitjana, l'evolució simptomàtica prèvia al diagnòstic és de set mesos. Entre els símptomes més comuns hi ha la dispnea i tos regularment seca i, en rares ocasions, amb hemoptisi. En menor mesura, es presenta dolor toràcic, febre i pèrdua de pes. En l'examen físic, no es presenten signes anormals. Encara que, en alguns casos es poden escoltar estretors crepitants en l'exploració de tòrax.En el 25% dels casos hi ha acropàquia i cianosi.
Independentment de les manifestacions clíniques, la PAP es caracteritza per l'acumulació de material lipoproteinaci procedent del surfactant en els alvèols pulmonars amb preservació de l'interstici pulmonar.

## Mecanisme
Es creu que la PAP és causada per una combinació de factors genètics i adquirits que perjudiquen el metabolisme del surfactant pulmonar. La patogènia està relacionada amb alteracions en l'homeòstasi d'aquesta substància, de la qual hi ha una producció normal, però hi ha defectes en el seu aclariment per part dels macròfags alveolars.
Hi ha almenys tres mecanismes fisiopatològics de la PAP: excessiva acumulació de lipoproteïnes del surfactant en els alvèols, casos congènits presentats en el període neonatal amb hipoxèmia greu i defectes genètics en la proteïna del surfactant o en la molècula del receptor β c del factor estimulant de colònies de granulòcits i macròfags (GM-CSF). El surfactant disfuncional es genera a partir de mutacions en els gens que codifiquen les proteïnes B o C del surfactant o a causa de mutacions de la cadena β c de el GM-CSF.

## Diagnòstic
A la radiografia es mostren patrons radiogràfics no específics de consolidació bilateral i dispersa de parènquima pulmonar. No es mostren signes específics que suggereixin la PAP. Per la seva banda, a la tomografia s'observa un patró característic conegut com a «pavientació» amb distribució «en pedaços o geomètrica». El diagnòstic requereix una biòpsia pulmonar per cirurgia o endoscòpia. Davant d'un examen microscòpic, aquestes presenten «espais alveolars plens amb un material eosinofílic granular» i que dona positiu a la tècnica de Schiff. Igualment, els exàmens de mostres alveolars obtingudes per rentat broncoalveolar mostren «tinció granular eosinofílica difusa» amb pocs macròfags i que dona positiu a la tècnica PAS. La prova ELISA per anticossos contra el GM-CSF pot emprar-se per al diagnòstic de PAP autoimmunitària.

## Tractament
Tot i que el 25% dels casos poden remetre de manera espontània, es pot iniciar un tractament si el pacient pateix limitacions per la dispnea. El tractament estàndard per a la PAP és el rentat broncoalveolar amb solució salina. En pacients adults es poden requerir grans quantitats i repetir el procediment. És a més el tractament més segur i efectiu.